# Uwe Knickrehm
Uwe Knickrehm (* 18. Juni 1947 in Hamburg; † 18. Februar 2023) war ein deutscher Studentenfunktionär (Marxistischer Studentenbund Spartakus) und DKP-Funktionär. Nach seiner Distanzierung vom Kommunismus wurde er Geschäftsführer beim Bundesverband der Windparkbetreiber Offshore.

## Leben
Knickrehm wuchs in Hamburg auf und absolvierte ein Lehramtsstudium an der Universität Hamburg, wo er 1968 als Mitglied des Fachschaftsrats den ersten Streik am Pädagogischen Institut organisierte. Er war Mitglied im Bundesvorstand des Marxistischen Studentenbund Spartakus (MSB) und im ersten von SHB und MSB-geführten Allgemeinen Studierendenausschuss (AStA). 1975 wurde er in den Vorstand der Vereinigten Deutschen Studentenschaften (VDS) gewählt. Von 1982 bis 1986 war Knickrehm Bundesvorsitzender des MSB Spartakus. Ab 1984 war Knickrehm in der Deutschen Kommunistischen Partei (DKP) als Vorstandsmitglied verantwortlich für Wahlen und Wahlbündnisse. Diese Tätigkeiten bezeichnete Knickrehm später als den „schandhaften Teil“ seiner Biografie.
Er war 1984 Mitbegründer und einer der Sprecher im Vorstand des Wahlbündnisses Die Friedensliste, die Mitte der 1980er Jahre an mehreren überregionalen Wahlen teilnahm. Die ab 1985 durch Michail Gorbatschow eingeführte neue politische Linie in der Sowjetunion führte auch in der DKP zur Infragestellung früherer Positionen. Diese Widersprüche wurden besonders auf dem Hamburger Parteitag 1986 deutlich. Knickrehm war einer der Initiatoren der kurz zuvor gegründeten Strömung der „Erneuerer“ innerhalb der DKP. Nach dem Karlsruher Parteitag im Jahr 1989 trat Knickrehm aus der DKP aus und distanzierte sich später von den Positionen des Kommunismus.
1991 gründete Knickrehm das IT-Hardware Unternehmen Laptop Partner GmbH mit Niederlassungen in Bonn, Köln und Düsseldorf. Nach der Insolvenz des Unternehmens 1999 wurde er 2001 Mitarbeiter bei der grünen Bundestagsabgeordneten Kerstin Müller und 2003 Büroleiter für die grüne Bundestagsabgeordnete Ulrike Höfken.
2005 wechselte er zum Energieversorgungsunternehmen EnBW, in dessen Berliner Vertretung er für Public Affairs im Bereich Erneuerbare Energien und CO2 verantwortlich war. Schwerpunkte seiner Tätigkeit waren der Umstieg von Grandfathering auf Benchmarking im CO2-Zertifikate-Handel sowie die Durchsetzung des sogenannten „Stauchungsmodells“ in der Offshore-Wind-Förderung nach dem Erneuerbare-Energien-Gesetz.
Ab 2012 arbeitete Knickrehm als freier Berater für EnBW und das spanische Unternehmen Iberdrola Renovables. Von 2015 bis Januar 2020 war er Geschäftsführer der Arbeitsgemeinschaft Offshore Windenergie e.V. (AGOW), seit 2017 umbenannt in Bundesverband der Windparkbetreiber Offshore.